# Mega Man (datorspel)
Mega Man, känt som Rockman (ロックマン Rokkuman?) i Japan, är ett actionplattformsspel utvecklat och utgivet av Capcom till Nintendo Entertainment System (NES). Det är det första spelet i Mega Man-serien och släpptes den 17 december 1987 i Japan och i december 1987 i Nordamerika, samt i Europa i maj 1990. Mega Man producerades av ett mindre team specifikt för konsolmarknaden, vilket var första gången för Capcom som tidigare hade fokuserat på arkadspel. 
Spelet påbörjar kampen mellan den humanoida roboten tillika spelarstyrda figuren Mega Man och den galne vetenskapsmannen Dr. Wily och de sex ledarrobotarna som han kontrollerar. Mega Mans icke-linjära spelupplägg låter spelaren välja i vilken ordning de sex första banorna avverkas. Varje bana slutar med en bosstrid mot en ledarrobot som belönar spelaren med ett unikt vapen.   
Recensenter hyllade Mega Man för dess övergripande design, men spelet blev inte en kommersiell framgång. Mega Man etablerade många av konventionerna inom spelupplägg, berättelse och grafik som utmärker efterföljarna, delserierna och dess spinoffs. Det är också känt för dess höga svårighetsgrad. Spelet har ingått i spelsamlingar och återutgivits till mobiltelefoner, konsolemulatorer och Playstation Portable (PSP).

## Handling
År 200X har robotar som utvecklats för att hjälpa mänskligheten blivit standard tack vare den erkände robotdesignern Dr. Lights ansträngningar. En dag hamnar dock dessa robotar utom kontroll och börjar attackera befolkningen, bland dem sex avancerade humanoida robotar skapade av Dr. Light för industriella ändamål: Cut Man, Guts Man, Ice Man, Bomb Man, Fire Man och Elec Man. Han inser att den skyldige är hans gamla rival Dr. Wily (som planerar ta över världen), men är osäker på vad som bör göras. Hans hjälprobot Rock, som har en stark känsla för rättvisa, erbjuder sig att bli förvandlad till en stridsrobot för att stoppa Dr. Wilys plan och blir Mega Man. Han hinner besegra de sex ledarrobotarna och återhämtar delarna från dem för att sedan konfrontera Dr. Wily i hans robotfabrik som massproducerar Dr. Lights robotar. Efter en sista strid besegras Wily och Mega Man återvänder till sin familj.
Den första utgåvan av spelet i Väst behöll den grundläggande handlingen men gjorde betydande ändringar i vissa detaljer jämfört med den ursprungliga japanska manualen. I versionen skapar Dr. Light och Dr. Wily (här Lights assistent som blir illojal) den humanoida roboten Mega Man, tillsammans med sex avancerade robotar som var och en designades för att gagna Monsteropolis invånare. Platsen existerade inte i den ursprungliga handlingen. Dr. Wily blir illojal mot sin kollega och omprogrammerar dessa sex robotar för att bistå honom själv i att ta över världen. Dr. Light skickar Mega Man för att besegra sina kreationer och för att stoppa Dr. Wily.

## Spelupplägg
Mega Man består av sex stycken sidscrollande plattformsnivåer som spelaren fritt kan välja mellan. På varje nivå fortskrider den spelarstyrda figuren Mega Man förbi olika fiender och hinder innan mötet med en ledarrobot, en boss, vid nivåns slut. Om spelaren besegrar bossen erhåller spelaren ledarrobotens unika attack, eller "Specialvapen", och ingår i Mega Mans arsenal i resten av spelet. Till skillnad mot standardvapnet Mega Buster har ledarrobotarnas vapen begränsad ammunition som återställs genom att samla föremål som besegrade fiender slumpvis tappar. Fiender tappar också energiföremål som fyller på Mega Mans hälsomätare. Medan spelaren kan fortsätta genom spelet i valfri ordning är varje ledarrobot sårbar mot ett specifikt vapen, vilket uppmuntrar spelaren att slutföra vissa banor innan andra påbörjas. Spelaren kan också återbesöka avklarade nivåer.   
Utöver ledarrobotarnas vapen kan spelaren också plocka upp ett föremål för generering av plattformar, känt som "Magnet Beam", på Elec Mans bana. Mega Man innehåller också ett poängsystem där spelaren tjänar in poäng om fiender besegras och får extrapoäng genom att samla "power-ups" (ung. kraftuppdateringar) från fallna fiender och genom att slutföra varje bana. När alla sex ledarrobotnivåerna avklarats framträder den sjunde och sista banan i mitten av menyn för nivåalternativ. Den här banan, i vilken spelaren genomkorsar Dr. Wilys robotfabrik, är en kedja av fyra vanliga banor som är sammanlänkade och där varje bana innehåller minst en ny boss. Under dessa slutnivåer måste också de sex ledarrobotarna åter besegras i en förbestämd ordning innan den sista konfrontationen med Dr. Wily.

## Utveckling
Innan Mega Man hade Capcom primärt gjort arkadspel och deras utgivningar till konsol hade mestadels varit portningar av dessa speltitlar. I mitten på 1980-talet planerade Capcom att utveckla Mega Man specifikt till den japanska konsolmarknaden. De beslöt att föra in nya, unga talanger i det lilla teamet, inklusive Keiji Inafune, en nybliven utexaminerad student som började på utvecklingslaget för Street Fighter. Inafune kom ihåg att utvecklarna på Mega Man jobbade extremt hårt för att färdigställa slutprodukten, där projektets handledare och huvuddesigner strävade efter perfektion i varje tänkbar del av spelet.

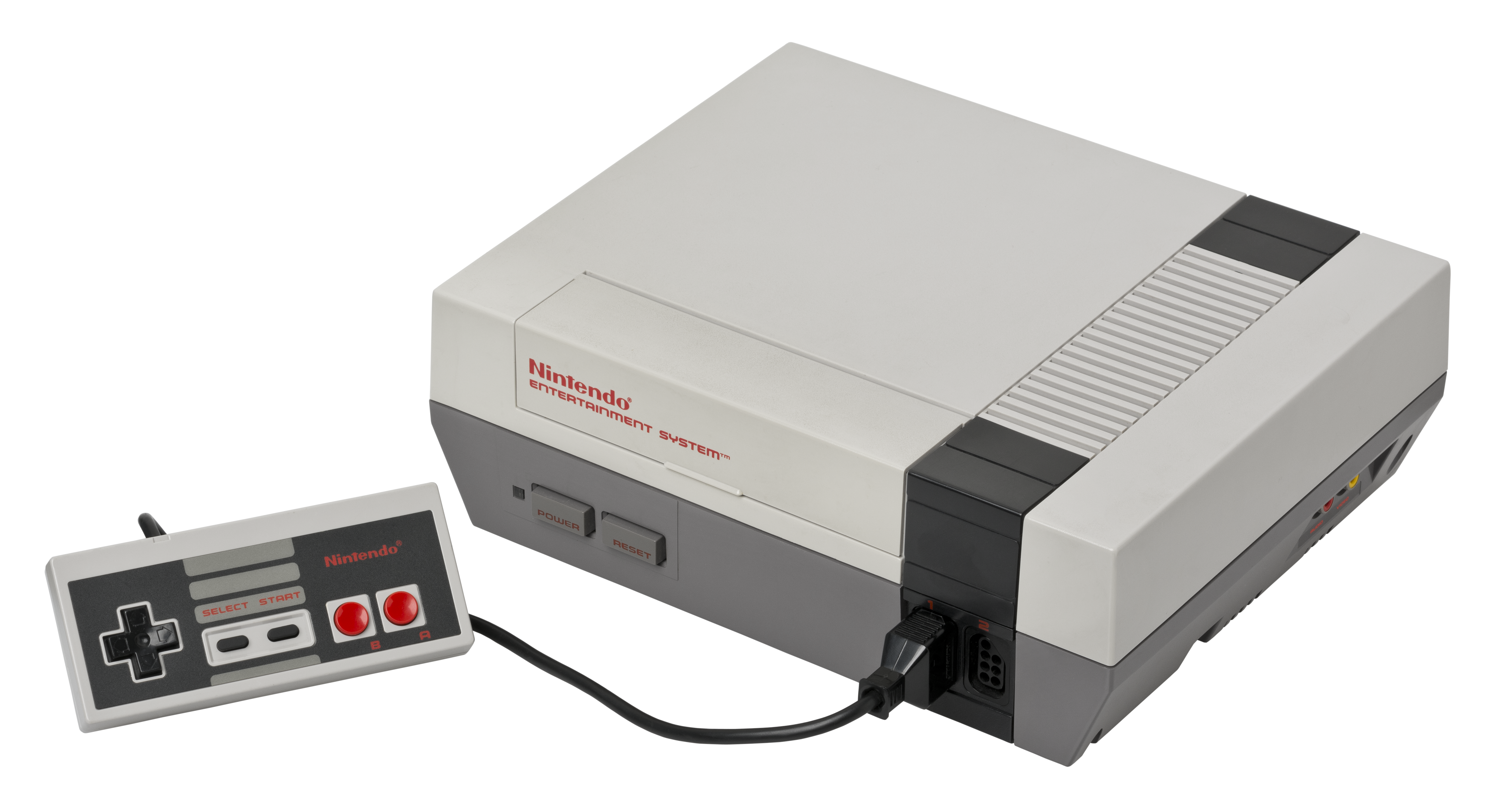
Spelet släpptes från början till konsolen Nintendo Entertainment System.

Utvecklingsteamet på Mega Man bestod bara av sex personer. Inafune, omnämnd i spelet som "Inafuking", designade och illustrerade nästan samtliga av spelets figurer och fiender liksom den japanska "Rockman"-logotypen, omslaget och instruktionsmanualen. Han var också ansvarig för att framställa denna design till grafiska sprites. "Vi hade inte [en massa] folk, så efter att ha ritat figurdesignen gjorde jag faktiskt bildrutorna till Nintendo," sade Inafune. "Då var folk inte specialiserade och vi behövde göra en mängd olika grejer eftersom det fanns så lite folk, så jag gjorde faktiskt till slut alla figurerna." Inafune influerades av protagonisten i Osamu Tezukas manga Astro Boy i sin Mega Man-design. Mega Man färgades blå på grund av NES-konsolens tekniska begränsningar; färgen har mest skuggor i 56-färgspaletten och det utökade urvalet användes för att förstärka Mega Mans detaljer. Trots att han ofta tillskrivs för att ha designat figuren, har Inafune betonat att han "bara gjorde halva jobbet i skapandet av honom", då hans mentor utvecklade det grundläggande konceptet för figuren innan Inafune anslöt. De grundläggande komponenterna för Roll och Dr. Light skapades innan Inafune blev en del av projektet och designen till Cut Man, Ice Man, Fire Man och Guts Man var under utveckling. Vid sidan av normala fiender blev Inafunes första figur Elec Man som inspirerades av figurer från amerikanska tecknade serier. Han har berättat att Elec Man alltid varit hans favoritdesign. Designen till Dr. Light och Dr. Wily baserades på jultomten respektive Albert Einstein. Den senare figuren var menad att representera en arketyp av en "galen vetenskapsman".
Utvecklarna beslutade att inkorporera anime-element i spelets animation. Inafune förklarade att, "[Mega Mans] hand förvandlas till en pistol och du kan faktiskt se den komma fram från hans arm. Vi ville vara säkra på att animationen och rörelsen var realistisk och verkligen var begriplig. Så i och med Mega Man hade vi den här perfekta blandningen av spelfigurs- och animationsidéer." Spelupplägget till Mega Man inspirerades av spelet sten-sax-påse. Projektets handledare ville ha ett enkelt system som erbjöd "djupt spelupplägg". Varje vapen orsakar en stor mängd skada på en specifik ledarrobot, medan andra har en liten eller obefintlig effekt mot dem och det finns inget enskilt vapen som dominerar sett till de andra. Mega Man hade från början förmågan att huka sig men teamet beslöt att inte inkludera det eftersom det försvårade spelarnas möjlighet att bedöma höjden på projektiler på skärmen. Naoya Tomita, omnämnd i spelet som "Tom Pon", började jobba med Mega Mans sceniska bakgrunder direkt efter hans utbildning på Capcom. Tomita befäste sin plats bland medarbetarna genom att klara av utmaningarna på konsolens begränsade prestanda genom att maximera användningen av bakgrundselement.
Mega Mans musik gjordes av Manami Matsumae ("Chanchacorin Manami"), som komponerade soundtracket, skapade ljudeffekterna och programmerade datan på tre månader genom att använda ett system programmerat av Yoshihiro Sakaguchi ("Yuukichan's Papa"). Tonerna översattes en och en till datorspråket. Utmaningen för Matsumae låg i de kreativa begränsningar och i de fåtaliga noter som fanns tillgängliga. När hon inte kunde komponera låtar skapade hon ljudeffekter. Produktionslaget valde ett musiktema när de namngav figurer i Mega Man. De började med huvudfigurerna, protagonistens ursprungliga namn är Rock och hans systers namn är Roll, en referens till termen "rock and roll". Den här typen av namngivning skulle senare förekomma hos många av spelseriens figurer. Innan färdigställandet av spelet övervägde Capcom namn som "Mighty Kid", "Knuckle Kid" och "Rainbow Man". När spelet distribuerades i USA ändrade Capcom spelets titel från Rockman till Mega Man. Titeln skapades av Joseph Marici, före detta vice ordförande på Capcom, som påstod att det ändrades enbart på grund av att han inte gillade originalnamnet. "Den titeln var fruktansvärd," sade Marici. "Så jag kom på namnet Mega Man, och de gillade det tillräckligt för att fortsätta använda det för de amerikanska spelen." Nadia Oxford på 1UP.com tillskrev denna ändring med Capcoms tro att amerikanska barn skulle vara mer intresserade av ett spel med den senare titeln.

## Mottagande
| Mottagande      | Mottagande      |
| Recensionsbetyg | Recensionsbetyg |
| Publikation     | Betyg           |
| --------------- | --------------- |
| Allgame         | [ 22 ]          |
| Famitsu         | 24 av 40        |
| IGN             | [ 24 ]          |
| Nintendo Power  | [ 25 ]          |

Mega Man fick ett starkt mottagande av recensenter, dock gick spelets försäljning mindre bra. Allgame beskrev NES-versionen av spelet som en "nästan perfekt blandning av action, utmaning och audiovisuell förträfflighet" och tilldelade det fem stjärnor, deras högsta betyg. Lucas M. Thomas på IGN beskrev spelet som en "obestridlig klassiker" till NES, och framhöll dess grafik, innovativa vapenbaserade plattformsupplägg och musik. Matt Casamassina, också på IGN, nämnde att, "Mega Man är en av de bästa exemplen på mycket bra grafik, fantastisk musik och nästan perfekta spelupplägg inrullad i en kassett".
Christian Nutt och Justin Speer, skribenter på  Gamespot, klassade spelet som en "vinnare i spelupplägg" tack vare dess "lågmälda presentation". Jeremy Parish på 1UP.com uttryckte att det var en "charmerande (om än något ojämn) start på serien".
Oavsett positiv eller negativ respons har Mega Man vanligtvis mottagits som ett väldigt svårt spel. Casamassina fann spelet vara det svåraste i franchisen och bland de svåraste titlarna till NES. Thomas på IGN noterade att dess kombination av hög svårighetsgrad och korta längd gjorde åverkan på dess återspelningsvärde. Enligt 1UP.com särskilde sig de "Nintendo-svåra" Mega Man-bossarna från dess två följande och mer populära efterföljare. Tidskriften Total! beskrev i efterhand spelet som "en översvår och onjutbar frustrerande plattformsmardröm".
Mega Man har också mottagit olika utmärkelser från speltidskrifter och webbplatser. IGN rankade spelet som nummer 30 på dess lista över "Topp 100 NES-spel genom tiderna". Nintendo Power placerade Mega Man på 20:e plats över "100 bästa Nintendo-spel genom tiderna" i dess 100:e nummer i september 1997, och senare som nummer 61 på dess "Topp 200 spel" i februari 2006 i sitt 200:e nummer. 1UP.com hade med spelet på sin lista över "Topp 5 förbisedda datorspelsprequels" och som nummer 17 på listan "Topp 25 NES-spel". Den brittiska tidskriften The Games Machine tilldelade det utmärkelsen "Star Player" efter dess utgivning i PAL-regioner.

## Eftermäle
Samtidigt som Mega Man överlag hade låga försäljningssiffror var de högre än Capcoms förväntningar. Inafune härrörde spelets svaga åtgång på nordamerikanska marknader till dess för regionen specifika spelomslag, som visade delar som inte förekom i spelet. Mega Man liknar en medelålders man istället för en pojke, hans dräkt har gul och blå färg istället för att vara helt blå och han håller i ett handeldvapen istället för att ha sin armkanon. Med åren blev omslagsillustrationen ökänd i spelcommunityt. Det har ansetts vara ett av de värsta spelomslagen genom tiderna av publikationer som Gamespy, Wired och OC Weekly. Det nedlagda spelet Mega Man Universe innehöll en spelbar figur, "Bad Box Art" Mega Man tillsammans med 8-bitars-versionen av Mega Man. Designen till "Bad Box Art" Mega Man har sedan dess blivit en spelbar figur i Street Fighter X Tekken.

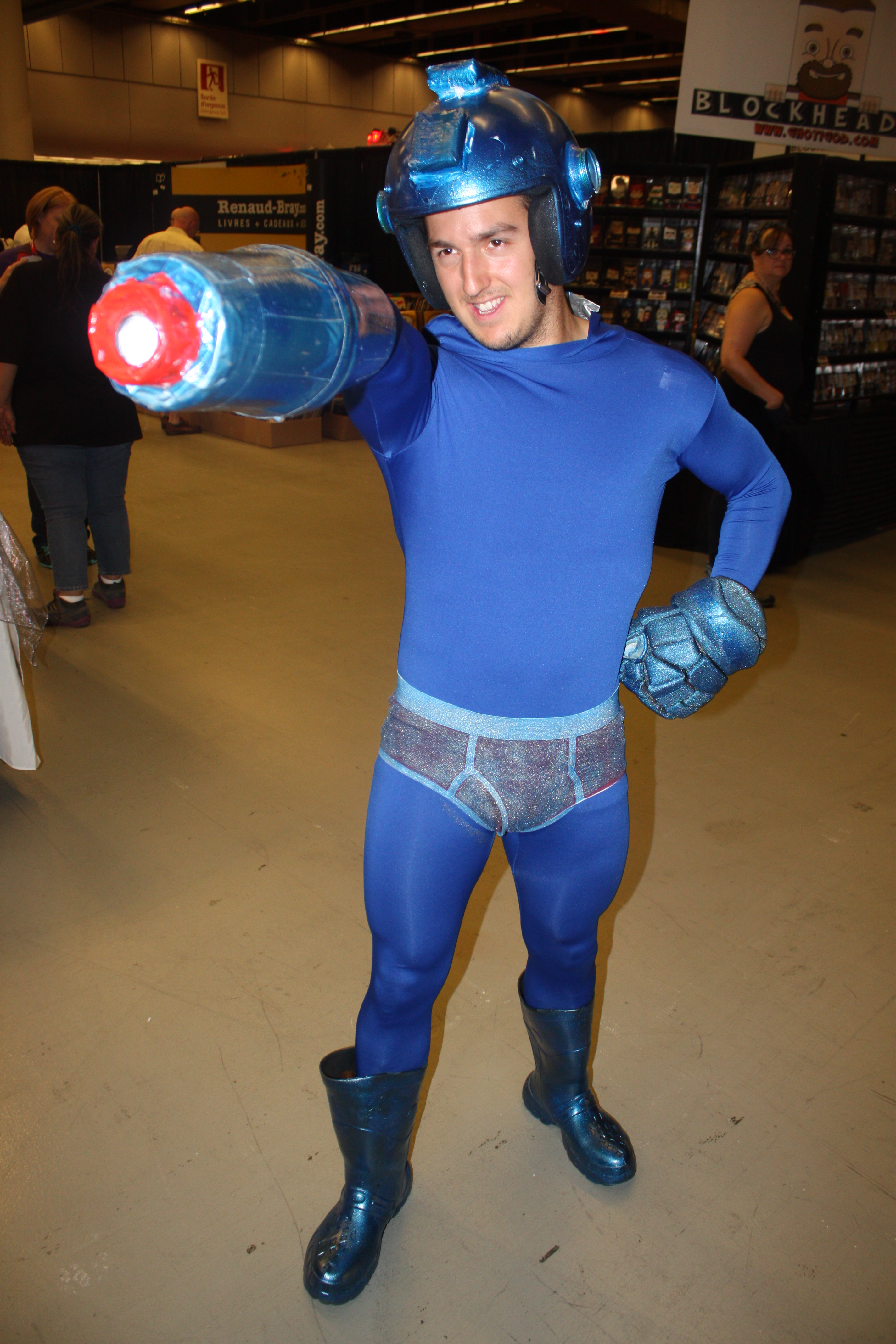
En person utklädd till Mega Man.

Spelet blev en sleeper hit utomlands och uppmärksamheten spreds från mun till mun. Medan Mega Man inte var en stor kommersiell framgång för Capcom beslöt företaget tillåta utvecklingslaget att skapa en uppföljare, Mega Man 2, för en japansk utgivning 1988. Flera av designaspekterna som togs bort från originalspelet Mega Man inkluderades i efterföljaren. Mega Man 2 visade sig bli en sådan succé att det befäste Mega Man som en av Capcoms mest långlivade franchises. På grund av den "överväldigande efterfrågan" återutgav Capcom det ursprungliga Mega Man i Nordamerika i september 1991. Capcom använde samma 8-bitars-grafik och sprites som förekom i Mega Man i de nästkommande fem spelen i huvudspelserien.  Även om efterföljarna innehåller mer komplexa historier, ytterligare spelmekanismer och bättre grafik, finns samma kärnelement som påbörjades i Mega Man kvar genom serien. Mega Man 9 och Mega Man 10 skulle senare återgå till den bekanta grafiska stilen som introducerades av den titeln. Poängsystemet i Mega Man har inte förekommit i någon av dess efterföljare.
Enligt Gamesradar var Mega Man det första spelet som innehöll ett icke-linjärt alternativ för "level select", val av nivå, i kontrast till linjära spel som Super Mario Bros. och open world-spel som The Legend of Zelda och Metroid. Gamesradar tillskriver funktionen i Mega Man som grunden för den icke-linjära uppdragsstruktur som finns i de flesta spel med många huvud- och sidouppdrag och en öppen spelvärld, till exempel Grand Theft Auto, Red Dead Redemption och Spider-Man: Shattered Dimensions.

## Remakesoch återutgivningar
Mega Man har återutgivits ett flertal gånger sedan dess debut 1987. En version med förbättrad grafik och musikarrangemang ingick i Mega Man 2 och Mega Man 3 i spelsamlingen Mega Man: The Wily Wars till Sega Mega Drive. En annan utgåva av spelet släpptes 1999 i Japan till Playstation som en del av serien Rockman Complete Works.  Den utgåvan innehöll också musikarrangemang och ett upplägg kallat "Navi Mode" som guidar spelaren i vissa delar av nivåerna. Mega Man var en av nio andra titlar i serien i den nordamerikanska samlingen Mega Man Anniversary Collection som utgavs till Playstation 2 och Nintendo Gamecube 2004 och Xbox 2005. En mobilversion av Mega Man utvecklades av Lavastorm och släpptes för nedladdning i Nordamerika 2004. En separat utgivning för mobiltelefoner i japan kom 2007 med en uppdatering 2008 där spelare kunde välja att spela som Roll. Mega Man till NES återutgavs på tjänsten Virtual Console till tre olika system: Wii i Europa 2007, och i Nordamerika och Japan 2008, till 3DS 2012, och till Wii U 2013. Complete Works-utgåvan av spelet gjordes tillgänglig på Playstation Store i Japan och Nordamerika.
En remake med namnet Mega Man Powered Up, känd som Rockman Rockman (ロックマン ロックマン?) i Japan, släpptes internationellt till Playstation Portable 2006. Spelet innehåller en grafisk ändring med chibi-liknande figurer i 3D med stora huvuden och små kroppar. Inafune hade ursprungligen planerat att göra Mega Man på detta sätt men kunde inte realisera det på grund av NES-konsolen begränsningar i hårdvara. Producenten Tetsuya Kitabayashi uppgav att den nya designen av figurerna var ett av resultat av bildformatet 16:9 widescreen på PSP. De större huvudena på figurerna möjliggjorde för utvecklingsteamet att skapa synliga ansiktsuttryck. "Konceptet för denna design var 'leksaker'. Vi ville ha en söt design som riktades mot små barn... den sortens figurer som du skulle se hängas från nyckelringar och liknande," sade figurdesignern Tatsuya Yoshikawa. "Inte bara det, jag försäkrade mig om att berätta för designerna att inte snåla på någon av de ursprungliga Mega Man-detaljerna. Vi ville att deras proportioner och rörelser skulle vara exakt återspeglade i denna design också." Då storleken på remakens banor inte är proportionerliga jämfört med de i originalet, gjorde bredbildsformatet att utvecklarna hade mer utrymme att fylla.
Mega Man Powered Up innehåller två typer av spelupplägg. "Old Style" är snarlikt NES-utgåvan bortsett från det uppdaterade upplägget, och "New Style" använder PSP:s widescreen-format och innehåller historier som skildras i klipp med röstskådespeleri, ändrad banlayout, remixad musik och tre svårighetsgrader på varje bana. Det spelläget adderar också två nya ledarrobotar, Oil Man och Time Man. NES-versionen syftade från början till att ha totalt åtta ledarrobotar men detta minskades till sex stycken på grund av ett snävt tidsschema. I remaken kan spelare låsa upp och spela igenom spelet som de åtta ledarrobotarna, Roll och Protoman. New Style-banorna skiljer sig i struktur jämfört med den i Old Style, där några vägar enbart är tillgängliga för vissa ledarrobotar. Mega Man Powered Up  innehåller också ett "Challenge Mode" med 100 utmaningar, en baneditor för skapande av nivåer och ett alternativ där nivåer gjorda av fans distribueras till onlinetjänsten Playstation Network. Mega Man Powered Up fick generellt positiva recensioner med samlingsbetyg på 83% på Gamerankings och 82 av 100 på Metacritic i maj 2010. Remaken fick låga försäljningssiffror och släpptes senare som en nedladdning mot betalning på Playstation Network i Japan, och som en paketerad utgåva med Mega Man Maverick Hunter X i Japan och Nordamerika. Capcom översatte Mega Man Powered Up till kinesiska för utgivningen i Asien 2008.